# Steven A. Cohen
Steven A. Cohen (né le 11 juin 1956) est le gérant du fonds spéculatif SAC Capital Advisors et le propriétaire des Mets de New York. 
Son fonds d'investissement est spécialisé dans l'achat et la vente d'actions. Il possède en 2011 une fortune de huit milliards de dollars, soit la trente-cinquième fortune des États-Unis.

## Biographie
Steven Cohen est né le 11 juin 1956 et a grandi à Great Neck, à Long Island, dans l'État de New York. Son père était couturier dans l'industrie textile de Manhattan et sa mère était professeur de piano à temps partiel. Il jouait souvent au poker, et participait à des tournois avec son propre argent. Il estime que le jeu du poker lui a « appris à prendre des risques ». Il est diplômé de l'école de commerce Wharton (qui fait partie de l'Université de Pennsylvanie) en 1978. Il faisait partie de la fraternité Zeta Beta Tau, la première fraternité juive des États-Unis.
Il commence à travailler chez Gruntal & Co. en 1978 en tant que courtier sur le marché des obligations. Il quitte cette société en 1984 pour fonder sa société, SAC. En 1992, il lance son propre fonds spéculatif, SAC Capital Advisors, avec vingt millions de dollars provenant de son patrimoine. En 2009, la société gérait quatorze milliards de dollars. 
En 2011, le magazine Forbes estime sa fortune à huit milliards de dollars, faisant de lui le trente-cinquième Américain le plus riche. En 2020, sa fortune est évaluée à plus de quatorze milliards de dollars. 
Steven Cohen est connu pour être un grand collectionneur de tableaux, allant des impressionnistes à l’expressionnisme abstrait de Wilhem de Kooning sans négliger l'art contemporain. En mars 2013, il a fait l'acquisition du Rêve (1932) de Pablo Picasso — dans une vente de gré à gré auprès de Steve Wynn — pour la somme record de 155 millions de dollars.
En 2012, Steve Cohen prend des parts dans les Mets de New York, équipe de baseball de la Ligue nationale, à hauteur de 8%. Les Mets se trouvent alors en grande difficulté financière à la suite du scandale Madoff, et les propriétaires (la famille Wilpon) vendent 48% de l'équipe à divers investisseurs et amis (dont l'humoriste Bill Maher). Le milliardaire devient propriétaire de la franchise des Mets en septembre 2020, rachetant les parts de Saul Katz et Fred Wilpon pour obtenir 95% de l’équipe. Il devient le propriétaire le plus riche de la ligue et permet le recrutement de plusieurs joueurs en élevant la masse salariale de l'équipe à près de 285 millions de dollars en 2022, entraînant la peur des autres propriétaires qui durcissent les taxes dues en cas de dépenses au-dessus du plafond salarial.

## Dans la culture populaire
En 2023, il est incarné par Vincent D'Onofrio dans le film Dumb Money de Craig Gillespie qui revient sur l'affaire GameStop.